# Nalerigu
Nalerigu – miasto w Ghanie, w regionie Północny.